# یخبندان گونز
دوره یخچالی گونز یا یخبندان گونز (آلمانی: Günz-Kaltzeit) یکی از دوره‌های یخچالی عصر پلیستوسن است. یخبندان گونز قدیمی‌ترین دوره یخچالی پلیستوسن در تقسیمات دوره‌های چهارگانه یخچالی آلپ است. دوره یخچالی برابر گونز در شمال اروپا دوره یخچالی الپ است. 
دوره یخچالی گونز از ۸۰۰۰۰۰ تا ۶۰۰۰۰۰ سال پیش ادامه داشته است.